# 1941 Wild
1941 Wild è un asteroide della fascia principale. Scoperto nel 1931, presenta un'orbita caratterizzata da un semiasse maggiore pari a 3,9742940 UA e da un'eccentricità di 0,2819666, inclinata di 3,95202° rispetto all'eclittica.
L'asteroide è dedicato all'astronomo svizzero Paul Wild.